# Lemniscia calva
Lemniscia calva é uma espécie de gastrópode  da família Hygromiidae.
É endémica de Portugal.
Está ameaçada por perda de habitat.